# ستيبلتي أيه آي
ستيبلتي إيه آي (بالإنجليزية: Stability AI) هي شركة متخصصة في مجال الذكاء الاصطناعي، تشتهر بشكل خاص بنموذجها لتحويل النص إلى صورة والذي يعرف باسم ستيبل ديفيوجن.

## التاريخ والتأسيس
تأسست شركة "ستيبلتي إيه آي" على يد عماد مشتاق في 2019، والذي تولى تمويلها في بداياتها. 
في أغسطس 2022، برزت الشركة بإطلاقها لنموذج تحويل النص إلى صورة المسمى ستيبل ديفيوجن، والذي تم إتاحة كوده المصدري وأوزانه للجمهور. 
تنحى عماد مشتاق عن منصب الرئيس التنفيذي للشركة. وعين مجلس الإدارة السيدة شان شان ونغ، التي تشغل منصب الرئيس التنفيذي للعمليات، والسيد كريستيان لافورت، الذي يشغل منصب كبير مسؤولي التكنولوجيا، ليشغلا معًا منصب الرئيس التنفيذي المؤقت لشركة ستيبلتي إيه آي. 

## التمويل والمستثمرين
استندت المراحل الأولى لشركة ستيبلتي إيه آي بشكل كبير على الاستثمارات الشخصية لمؤسسها مشتاق.  وقد مثلت جولة التمويل التي بلغت قيمتها 101 مليون دولار أمريكي، والتي قادت شركتا "كوتي" و"لايتسبييد فينتشر بارتنرز" مع مشاركة شركة "أو شاغناسي فينتشرز إل إل سي"، علامة فارقة في تاريخ تمويل الشركة. 

## المنتج والتطبيق
قدّمت شركة ستيبلتي إيه آي إسهامات بارزة في مجال الذكاء الاصطناعي التوليدي، أبرزها نموذج ستيبل ديفيوجن. وقد غيّر هذا النموذج الطريقة التي تُولَد بها الصور من الأوصاف النصية. وبالإضافة إلى ستيبل ديفيوجن، تعمل الشركة أيضًا على تطوير نماذج للصور المتحركة والصوت والثلاثية الأبعاد والنص. 

## التقاضي
واجهت الشركة تحديات قانونية عسيرة، أبرزها دعوى قضائية أقامتها ضدها شركة صور غيتي. تزعم "صور غيتي" في هذه الدعوى التي أُحيلت إلى المحكمة الفيدرالية في ولاية ديلاوير أن الشركة المذكورة استغلت أكثر من 12 مليون صورة من مكتبتها الضخمة لتدريب نظامها للذكاء الاصطناعي المسمى "ستيبل ديفيوجن" على توليد الصور. وتندرج هذه الدعوى ضمن سلسلة من الإجراءات القانونية التي تستهدف الشركة بسبب استخدامها للصور في تدريب أنظمتها. وتتهم "صور غيتي" الشركة بانتحال صورها دون الحصول على التراخيص اللازمة، واستخدامها لتعزيز قدرة "ستيبل ديفيوجن" على إنتاج صور واقعية تتطابق مع أوامر المستخدمين. 

## روابط خارجية
- الموقع الرسمي